# Sri-lankische Cricket-Nationalmannschaft in Südafrika in der Saison 1997/98
Die Tour der sri-lankischen Cricket-Nationalmannschaft nach Südafrika in der Saison 1997/98 fand vom 19. bis zum 30. März 1998 statt. Die internationale Cricket-Tour war Bestandteil der Internationalen Cricket-Saison 1997/98 und umfasste zwei Tests. Südafrika gewann die Test-Serie 2–0.

## Vorgeschichte
Südafrika bestritt zuvor eine Tour gegen Pakistan, Sri Lanka eine Tour gegen Simbabwe.
Das letzte Aufeinandertreffen der beiden Mannschaften bei einer Tour fand in der Saison 1993 in Sri Lanka statt.

## Stadien
Die folgenden Stadien wurden für die Tour als Austragungsort vorgesehen.
| Stadion                 | Stadt     | Kapazität | Spiele  |
| ----------------------- | --------- | --------- | ------- |
| Centurion Park          | Centurion | 22.000    | 2. Test |
| Newlands Cricket Ground | Kapstadt  | 25.000    | 1. Test |

## Kaderlisten
Die folgenden Kader wurden von den Mannschaften benannt.
| Test | Test |
| Südafrika | Sri Lanka |
| --- | --- |
| - Hansie Cronje (K) - HD Ackerman - Paul Adams - Adam Bacher - Mark Boucher (wk) - Daryll Cullinan - Allan Donald - Jacques Kallis - Gary Kirsten - Gerhardus Liebenberg - Makhaya Ntini - Shaun Pollock | - Arjuna Ranatunga (K) - Marvan Atapattu - Aravinda de Silva - Romesh Kaluwitharana (wk) - Sanath Jayasuriya - Roshan Mahanama - Muttiah Muralitharan - Ravindra Pushpakumara - Hashan Tillakaratne - Pramodya Wickramasinghe - Chaminda Vaas - Nuwan Zoysa |

## Tests

### Erster Test in Kapstadt
| 19. – 23. März Scorecard | Kapstadt | Südafrika 418 (124.4) & 264 (103) | – | Sri Lanka 306 (84.3) & 306 (95.3) |
|                          |          | Südafrika gewinnt mit 70 Runs     |   |                                   |

Südafrika gewann den Münzwurf und entschied sich als Schlagmannschaft zu beginnen. Als Spieler des Spiels wurde Shaun Pollock ausgezeichnet.

### Zweiter Test in Centurion
| 27. – 30. März Scorecard | Centurion | Sri Lanka 303 (118.3) & 122 (41.3) | – | Südafrika 200 (78) & 226-4 (62.5) |
|                          |           | Südafrika gewinnt mit 6 Wickets    |   |                                   |

Sri Lanka gewann den Münzwurf und entschied sich als Schlagmannschaft zu beginnen. Als Spieler des Spiels wurde Allan Donald ausgezeichnet.